# Pilea propinqua
Pilea propinqua är en nässelväxtart som beskrevs av Hugh Algernon Weddell. Pilea propinqua ingår i släktet pileor, och familjen nässelväxter. Inga underarter finns listade i Catalogue of Life.